# Anna Santamans
Anna Santamans, née le 25 avril 1993 à Arles (Bouches-du-Rhône), est une nageuse française.
Licenciée au Pays D'aix Natation, elle est spécialiste des épreuves de nage libre et de papillon en sprint. Elle est l'ancienne détentrice du record de France du 50 mètres nage libre en grand bassin (24 s 54) ainsi qu'en petit bassin (24 s 05).

## Biographie
En 2008, alors licenciée à l'Union des nageurs arlésiens, elle décroche le titre de championne de France minimes du 50 mètres nage libre en 26 s 83.
Elle est triple médaillée des premiers Jeux olympiques de la jeunesse d'été de 2010 qui se déroulent à Singapour. Elle devient par la suite championne de France élite en petit bassin pour la première fois en décembre 2011 sur 50m nage libre.
Lors des Championnats de France Elite de natation à Dunkerque en 2012, elle remporte ses deux premiers titres nationaux en grand bassin et se qualifie pour la première fois de sa carrière aux Jeux Olympiques de Londres sur le 50m nage libre.
Aux Championnats du monde de natation 2017 en grand bassin, elle marque un nouveau record de France dans l'épreuve du 50m nage libre avec un temps de 24 s 54 aux demi-finales.

### Jeux olympiques
| Discipline / Année | Londres 2012          |
| 50 m nage libre    | 10e des demis 24 s 94 |

### Championnats d'Europe
| Discipline / Année         | Debrecen 2012 | Berlin 2014 | Londres 2016         |
| 50 m nage libre            | 7e 25 s 26    | 4e 24 s 81  | 4e 24 s 81           |
| 100 m nage libre           |               | 16e 55 s 77 |                      |
| 50 m papillon              |               | 12e 26 s 55 |                      |
| 4 x 100 m nage libre mixte |               |             | Bronze 3 min 25 s 49 |

| Discipline / Année | Eindhoven 2010 |
| 50 m nage libre    | 8e 25 s 02     |

### Jeux olympiques de la jeunesse
| Discipline / Année       | Singapour 2010       |
| 50 m nage libre          | Or 25 s 40           |
| 50 m papillon            | Bronze 27 s 31       |
| 4x100 m nage libre mixte | Bronze 3 min 35 s 90 |